# Dover (Delaware)
Dover é a capital do estado norte-americano do Delaware e sede do condado de Kent. Foi fundada em 1683, por William Penn, e incorporada em 1717. Com mais de 39 mil habitantes, de acordo com o censo nacional de 2020, é a segunda cidade mais populosa do estado, atrás de Wilmington.
É famosa por sua pista de corrida de automóveis utilizada pela NASCAR.

## Geografia
De acordo com o Departamento do Censo dos Estados Unidos, a cidade tem uma área de 62,1 km², dos quais 61,3 km² estão cobertos por terra e 0,8 km² (1,3%) por água.

## Demografia
Desde 1900, o crescimento populacional médio, a cada dez anos, é de 26,2%.

### Censo 2020
De acordo com o censo nacional de 2020, a sua população é de 39 403 habitantes e a sua densidade populacional é de 642,8 hab/km². Na última década o seu crescimento populacional foi de 9,3%, abaixo do crescimento estadual de 10,2%. Sendo a segunda cidade mais populosa do estado.
Possui 16 055 residências que resulta em uma densidade de 261,9 residências/km² e um aumento de 6,9% em relação ao censo anterior. Deste total, 5,6% das unidades habitacionais estão desocupadas. A média de ocupação é de 2,6 pessoas por residência.

### Censo 2010
Segundo o censo nacional de 2010, a sua população era de 36 047 habitantes e sua densidade populacional de 580,5 hab/km². Possuía 15 024 residências que resultava em uma densidade de 250,6 residências/km².

## Marcos históricos
O Registro Nacional de Lugares Históricos lista 21 marcos históricos em Dover, dos quais apenas um é Marco Histórico Nacional, o John Dickinson House. O primeiro marco foi designado em 15 de outubro de 1966 e o mais recente em 7 de dezembro de 1994.